# Marc Fulvi Curi Petí
Marc Fulvi Curi Petí (en llatí Marcus Fulvius Curius Paetinus) va ser un magistrat romà. Formava part de la família Petí, una branca de la gens Fúlvia.
Segons alguns escriptors va conquerir la ciutat de Boviànum al final de la segona guerra samnita, i va celebrar un triomf sobre els samnites. Titus Livi diu que era magister equitum l'any 311 aC i li donà el nom de Marc Fulvi Curb Petí (Marcus Fulvius Curvus Paetinus). Va ser cònsol suplent el 305 aC en substitució de Tiberi Minuci Augurí que havia caigut a la guerra contra els samnites.